# تخلق متوالي

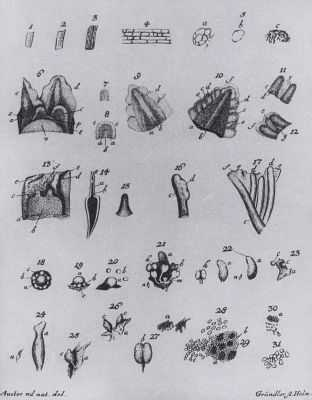

يشير مصطلح التخلّق المتوالي أو المُتعاقب أو السَّمْخِيَّة في علم الأحياء إلى معنيين مختلفين:
- بداية تطور الكائن الحي، وبالأخص تطور النبات أو الحيوان من بيضة أو بوغ عبر خطوات متتالية وفيها تتمايز الخلايا وتتشكل الأعضاء
- النظرية التي ترى أن النباتات والحيوانات تتطوّر بهذه الطريقة، على العكس من نظريات التكوّن السبقي.

يُعد أرسطو مبتكر هذه النظرية في كتابه حول تكون الحيوانات (On the Generation of Animals). وعلى الرغم من أن هذه النظرية تبدو واضحةً لنا في العصر الحالي الذي تطورت فيه دراسة علم الوراثيات، إلا أنها لم تنل القدر الكافي من التصديق في العصور الماضية وذلك بسبب هيمنة النظريات الخلقية لمنشأ الحياة لقرونٍ عديدة. ومع ذلك، فقد أدت مناظرة جدلية ممتدة بين علماء الأحياء خلال نهاية القرن الثامن عشر إلى تمكن نظرية التخلق المتوالي من حجب نظرية التكون السبقي التي ظلت راسخةً لوقتٍ طويل.
كما دحض اختصاصي الأجنة، كاسبار فريدريتش وولف نظرية التكوّن المسبق لصالح نظرية التخلق المتوالي، إلا أن هذا لم يكن سببًا في اندثار نظرية التكون المسبق.
لعل أشهر مثال للتخلق المتوالي هو نحلة العسل. حيث إن اليرقات التي يتم تغذيتها بحبوب اللقاح والرحيق تتطور لتصبح نحل عامل، بينما التي يتم إطعامها بالجيل الملكي تتطور لتصبح ملكات، فهي تنمو بدرجةٍ أكبر وبشكلٍ مختلف.

## وصلات خارجية
- Aristotle: On the Generation of Animals (extracts)
- Epigenetic+Process في المكتبة الوطنية الأمريكية للطب نظام فهرسة المواضيع الطبية (MeSH).